# Гунцадзе, Давид Константинович
Давид Константинович Гунцадзе (Гунсадзе) (1861—1925) — русский военачальник, генерал-лейтенант.

## Биография
Родился 8 сентября 1861 года в дворянской семье Кутаисской губернии, в селении Квалетин (Квалиити) Шорапанского уезда.
Окончил Елизаветградскую военную прогимназию. 12 октября 1877 года поступил на военную службу вольноопределяющимся в переменный состав 126-го пехотного запасного батальона. 12 октября 1878 года, при расформировании батальона, был произведен в унтер-офицеры и переведен в 126-й пехотный Рыльский полк.
16 октября 1878 года Гунцадзе был откомандирован в Киевское пехотное юнкерское училище. Портупей-юнкер с 16 августа 1879 года, с 7 сентября этого же года откомандирован из училища к месту службы. Прапорщик (12.10.1880). Подпоручик (14.09.1884).
С 17 июня по 3 августа 1885 года был откомандирован в 3-ю Саперную бригаду в Киев для обучения саперному делу. Поручик (30.08.1888). 10 июня 1890 года был переведен в 150-й пехотный Таманский полк. 13 февраля 1895 года назначен командиром нестроевой роты полка. Капитан (22.10.1900).
С 27 января по 1 августа 1904 года был откомандирован в Офицерскую Стрелковую школу для прохождения курса. 26 августа этого же года принял 5-ю роту своего полка.
Участник русско-японской войны 1904—1905 годов. Подполковник (26.02.1905).
Полковник (15.04.1909). C 25 февраля 1912 года Давид Константинович командовал 97-м пехотным Лифляндским полком, с которым вступил в Первую мировую войну. Участвовал в походе в Восточную Пруссию и Гумбиненском сражении 7 (20) августа 1914 года. Генерал-майор (пр. 05.10.1914; ст. 07.08.1914; за отличия в делах против германцев). Командующий 1-й бригадой 25-й пехотной дивизии с оставлением в должности командира 97-го пехотного Лифляндского полка. Осенью 1914 года был назначен командующим бригадой 67-й пехотной дивизии. На 28 мая 1915 года находился в том же чине и должности. С 28 августа до середины 1917 года — командующий 53-й пехотной дивизией (вновь сформированной после разгрома в феврале 1915 года в Августовских лесах). В 1916 году действовал со своей дивизией в составе 23-го армейского корпуса в Брусиловском наступлении на Волыни. Командовал 43-м армейским корпусом 12-й армии Северного Фронта (с 09.09.1917). Генерал-лейтенант (пр. 12.10.1917) с утверждением командиром того же корпуса.
22 ноября 1917 года был назначен временно исполняющим обязанности командующего 12-й армией. С 29 декабря 1917 года по апрель 1918 года был членом Коллегии 12-й армии. В марте-апреле 1918 года участвовал в демобилизации и расформировании этой армии в Рыбинске.
Участник Белого движения. С 1918 года воевал на стороне белых войск в Южной Армии, Добровольческой Армии и Вооруженных Силах Юга России. С 5 октября 1918 года по 22 января 1919 года находился в резерве чинов при штабе Главнокомандующего ВСЮР. Весной 1919 года командовал бригадой в Астраханском корпусе, затем — в резерве чинов ВСЮР до эвакуации Крыма.
С 1922 года находился в эмиграции в Югославии.
Скончался в Загребе в 1925 году. Похоронен на кладбище Мирогой.

### Семья
Давид Гунцадзе был женат и имел 7 детей. Все три его сына служили офицерами и участвовали в Гражданской войне на Юге России:
- Владимир — убит 13.08.1919 у Дарницкого леса;
- Евгений — был ранен, умер 17.08.1958 в Атланте (США);
- Константин — был трижды ранен, умер 15.03.1946 в Париже.

## Награды
- Награждён орденом Св. Георгия 4-й степени (25 марта 1916) — За бой при Платоновке (20 октября 1915), когда было взято в плен 5 офицеров, 523 нижних чина неприятеля и захвачено 4 пулемета и Георгиевским оружием (13 октября 1914).
- Также награждён орденами Св. Станислава 3-й степени (1895); Св. Анны 3-й степени (1901); Св. Анны 2-й степени (1905); Св. Владимира 4-й степени (1905); Св. Владимира 3-й степени (1912); мечи к ордену Св. Владимира 3-й степени (1915); Св. Станислава 1-й степени с мечами (1915); Св. Анны 1-й степени с мечами (1915).